# Furculattus maxillosus
Furculattus maxillosus  (лат.) — вид аранеоморфных пауков из семейства пауков-скакунов (Salticidae). Родственными видами могут являться представители родов: Chalcolecta, Diolenius, Lystrocteisa, Sobasina, Tarodes, Udvardya и некоторые другие.

## Описание
Паук имеет длинные лапки, передняя пара толще и длиннее остальных. Верхняя сторона белая по центру располагается большое овальное тёмное пятно, нижняя сторона рыжая местами белая. Головогрудь красная с рыжим прямоугольником, на углах которого располагаются глаза, а также в задней части прямоугольника располагаются полуизогнутые маленькие роговые выросты. Лапки оранжевые.

## Этимология
Научное название рода Diolenius состоит из: корня furcula и приставки -attus.

## Распространение
Встретить его можно на Полуострове Газели острова Новой Британии в Папуа-Новой Гвинеи, где живёт под пологом влажных лесов.